# SCM Rugby Timișoara
Maillots
Dernière mise à jour : 01 septembre 2015.
Le SCM Rugby Timișoara (anciennement connu en tant que RCM Universitatea de Vest Timișoara, puis Timișoara Saracens de 2014 à 2020) est un club de rugby à XV basé à Timișoara.
Il évolue en première division du championnat de Roumanie, la Divizia Națională.

## Historique
Le club annonce un budget de 2 000 000 € pour la saison 2013. Timișoara délocalise certains de ses matchs dans le Stade Dan-Păltinișanu (32 000 places).
En 2014, RCM Timișoara a intégré le Saracens Global Network sous le nom de Timișoara Saracens et rejoint ainsi au sein de cette entité les Seattle Saracens des États-Unis, les São Paulo Saracens du Brésil, les Abou Dabi Saracens des Émirats arabes unis, les KL Saracens de Malaisie, les Impala Saracens Nairobi du Kenya, les VVA Saracens de Russie et les Toa Saracens des Tonga. À cette occasion, l'arrière du club de Timișoara, Cătălin Fercu, signe pour le club anglais. Le 18 octobre 2014, le Saracens Storm, équipe réserve des Saracens, se rend à Timișoara pour un match amical. Pour l'occasion, le club anglais renforce le Storm de plusieurs joueurs de l'équipe première, dont l'international anglais Mouritz Botha. le RCM Timișoara remporte le match sur le score de 15 à 10.
En avril 2016, les Timișoara Saracens remportent pour la première fois leur ticket pour disputer le Challenge européen, pour l'édition 2016-2017.
À l'issue de la saison 2019-2020, le partenariat entre le club de Timișoara et le réseau Saracens Global Network touche à sa fin. Le club adopte alors le nom Sport Club Municipal Rugby Timișoara.

## Palmarès
- Divizia Națională:
  - Vainqueur en 1972, 2012, 2013, 2015, 2017, 2018
  - Finaliste en 1973

- Coupe de Roumanie:
  - Vainqueur en 2011, 2014, 2015, 2016

## Identité visuelle

### Logo

Logo du RCM Timișoara.
Logo des Timișoara Saracens.
Logo du SCM Rugby Timișoara instauré en 2020.